# Strah pred kriminaliteto
Strah pred kriminaliteto se nanaša na strah, da postaneš žrtev kriminalitete in je nasprotje dejanski verjetnosti kriminalne viktimizacije. Pravijo, da je v zahodni kulturi strah pred kriminaliteto, skupaj s strahom pred uličnim kriminalom in kriminaliteto mladostnikov, prisoten že od nekdaj. Strah pred kriminaliteto lahko delimo na občutke ljudi in misli ter vedenje v zvezi z individualnim tveganjem kriminalne viktimizacije. Pri strahu pred kriminaliteto lahko razlikujemo med nagnjenostjo videnja neke situacije kot ogrožajoče, dejanske ogroženosti in širšimi kulturnimi in socialnimi pomeni, ki jih posameznik ima o kriminaliteti in njenih simbolov v svoji soseski ter v svojem vsakdanjem življenju. Občutki, misli in vedenje imajo lahko na posameznikovo kot tudi skupinsko življenje številne pozitivne kot tudi negativne učinke, ki so odvisni od dejanskega tveganja in človekovega subjektivnega pristopa do nevarnosti. Negativna plat pomeni, da lahko izkoreninijo javno zdravje in psihološko kvaliteto življenja ljudi, spremenijo njihove rutinske aktivnosti in navade. Pri posamezniku povzročijo izogibanje določenim predelom oz. območij, kar lahko vodi v družbeno izolacijo. Takšno vedenje pa rahlja družbeno povezanost in zaupanje ter navsezadnje negativno vpliva na stabilnost v soseski.
Čustveni odziv je lahko do določene mere zdrav način odzivanja na kriminaliteto. Psihologi so že zdavnaj potrdili, da lahko določena stopnja zaskrbljenosti aktivira reševanje problemov, posameznika motivira za skrb in ga spodbuja k razvoju previdnostnega vedenje; med drugim pa so prikazali tudi osnovno razliko med nizko stopnjo anksioznosti, ki pri posamezniku motivira prevodnost in zaviralno skrbjo, ki negativno vpliva na njegovo dobrobit. 
Dejavniki, ki vplivajo na strah pred kriminaliteto zajemajo psihologijo zaznave ogroženosti, predstavljanje oz. poročanje o viktimizacijskemu tveganju (predvsem preko medosebne komunikacije in množičnih medijev), javno zaznavo stabilnosti v soseski, vključno z izgredi v njen in širše dejavnike, kjer se anksioznost v zvezi s kriminaliteto izraža v anksioznosti, ki jo posameznik povezuje z nekim prostorom in v zvezi z družbenimi spremembami. Strah pred kriminaliteto pa se povezuje tudi s širšimi kulturnimi vplivi. Po mnenju nekaterih je sodobni, moderni čas, ljudi naredil še posebej občutljive na varnostna vprašanja in na z njo povezano negotovost. 

## Čustveni vidiki strahu pred kriminaliteto
Glavni vidik strahu pred kriminaliteto je obseg čustev, ki je med prebivalci sprožen zaradi verjetnosti viktimizacije. Medtem ko lahko ljudje zaradi obsega in verjetnosti kriminalitete občutijo jezo in ogorčenje, raziskave o strahu pred kriminaliteto ljudi običajno sprašujejo "česa jih je strah" in "kako zaskrbljeni so". Odgovori, ki jih anketiranci bolj ali manj podajajo, izražajo dve dimenziji "strahu", in sicer: tisti vsakdanji trenutki zaskrbljenosti, ki se pojavijo, ko se posameznik čuti osebno ogroženo in b.) nekoliko bolj širša ali zunanja anksioznost v zvezi s tveganjem. 
Medtem ko standardne meritve zaskrbljenosti v zvezi s kriminaliteto običajno kažejo, da od 30 % do 50 % populacije v Angliji in Walesu izraža nekaj zaskrbljenosti v zvezi s kriminalno viktimizacijo, je podrobna preiskava razkrila, da je bilo nekaj posameznikov dejansko zaskrbljenih za svojo osebno varnost. Prav zaradi tega lahko razlikujemo med strahom (čustvom, občutkom alarma ali strahu in trepeta, ki ga povzroči zavedanje ali pričakovanje o obstoju nevarnosti) in širšo anksioznostjo. Zavedati pa se moremo, da bodo nekateri bolj nagnjeni k priznanju, da jih nekaj skrbi in pokažejo, da so ranljivi, medtem ko drugi tega ne bodo nikoli priznati ali pokazali. 

## Kognitivni vidiki strahu pred kriminaliteto
Zaskrbljenost v zvezi s kriminaliteto lahko razlikujemo od zaznave osebnega viktimizacijskega tveganja, tj. kognitivni vidik strahu pred kriminaliteto. Zaskrbljenost v zvezi s kriminaliteto zajema javno oceno velikosti problema, ki ga prinaša kriminaliteta. Vedno pa se lahko pojavi vprašanje ali se je kriminaliteta povečala ali pa je v določenem časovnem obdobju (in/ali na določenem območju, npr. soseska, kjer anketiranec prebiva) ostala enaka. Med leti od 1972 in 2001 je Gallup Poll prikazala mnenja Američanov, ki so navedli, da se je kriminaliteta zmanjšala. Ravno nasprotno pa kognitivni vidik strahu pred kriminaliteto prikazuje in kaže občutek javne zaznave o verjetnosti viktimizacije, javnega občutka nadzora nad to verjetnostjo in javno oceno resnosti, ki jo kriminaliteta ima. Ljudje, ki se čutijo še posebej ranljive za viktimizacijo najverjetneje čutijo, da so še posebej verjetna tarča kriminalcev (npr. zanje obstaja velika verjetnost, da bodo žrtev kriminalitete), menijo da niso sposobni kontrolirati te verjetnosti (npr. imajo nizko samopodobo) in so prepričani, da bodo posledice viktimizacije za njih še posebej težke in resne. Vse tri naštete dimenzije zaznave ogroženosti pa so lahko med sabo v interakciji: verjetno bodo vplivi zaznane stopnje verjetnosti kriminalne viktimizacije v obliki čustvenih odzivov (kot so npr. skrb, strah, anksioznost itd.) močno prisotne ravno pri tistih, ki menijo, da so zanje posledice kriminalitete visoke in imajo nizko samoučinkovitost. 

## Vedenjski vidiki strahu pred kriminaliteto
Tretji način za merjenje strahu pred kriminaliteto je, da se ljudi sprašuje ali se izogibajo določenih območij, varujejo določene objekte ali uporabljajo določene samozaščitne ukrepe. Ta način merjenja lahko postane relativno lahek, zato ker se zastavljena vprašanja nanašajo na dejansko vedenje in "objektivna" dejstva, kot je npr. količina denarja, ki ga posameznik zapravi za protivlomni alarm in dodatne ključavnice. "Strah" je lahko za nekatere ljudi do določene mere zdrav, saj pri njih ustvarja "naravno obrambo" pred kriminaliteto. V situaciji, ko je tveganje kriminalitete resnično, je specifična stopnja "strahu" funkcionalna: zaskrbljenost v zvezi s kriminaliteto je lahko stimulans previdnosti, zaradi katere se ljudje počutijo varnejše; na ta način pa se zmanjšuje tudi njihovo tveganje kriminalitete. Strah pred kriminaliteto je zato izjemno pomembno področje v kriminologiji.

## Vpliv soseske na strah pred kriminaliteto
Na strah pred kriminaliteto imajo najverjetneje največji vpliv javna zaskrbljenost o neredu v soseski, družbeni koheziciji in kolektivni učinkovitosti. Incidenti in tveganje kriminalitete so povezani z zaznanimi problemi družbene stabilnosti, moralnimi pravili in kolektivnimi neformalnimi nadzorstvenimi procesi, ki krepijo družbeni red v soseski. Ti t. i. dnevni problemi ("postopajoča mladina", "slab duh v soseski", "nizka stopnja zaupanja in kohezije oz. povezanost") pri ljudeh ustvarjajo informacijo o tveganju in občutek neprijetnosti, negotovosti in nezaupanje v okolje (nered je signal pomanjkanja splošne vljudnosti in nizke stopnje družbenega reda na javnih prostorih). Mnogo ljudi preko strahu pred kriminaliteto izraža širšo zaskrbljenost o neredu v soseski, izgubo moralne avtoritete in pomanjkanja vljudnosti in reda ter družbenega kapitala. 
Ljudje pa lahko na isto družbeno in fizično okolje gledajo povsem različno: dva posameznika, ki sta soseda in si delita isto sosesko lahko na lokalni nered gledata bistveno drugače. Zakaj so ljudje različno občutljivi oz. imajo različno stopnjo tolerance do takšnih potencialno dvoumnih znakov nereda? Raziskava v Veliki Britaniji je prikazala, da lahko širša družbena anksioznost v zvezi s prostorom in smerjo socialnih sprememb premakne stopnjo tolerance k nejasnemu dražljaju v okolju. Posamezniki, ki imajo bolj avtoritativen pogled na zakon in red in so še posebej zaskrbljeni glede dolgotrajnega propada skupnosti, bolj verjetno zaznavajo nered v svojem okolju (mreža dejanskih pogojev v okolju). Prav tako tudi bolj verjetno  povezujejo fizične znake s problemi družbene kohezicije in nesoglasja, ki vpliva na slabšanje kvalitete družbenih vezi in navsezadnje tudi rahljanje neformalnega družbenega nadzora.
Tudi višja stopnja kriminala, zabeležena v neki soseski, povzroča večji strah pred kriminaliteto, vendar pa različne oblike kriminala ne vplivajo na večji ali manjši občutek strahu. To pomeni, da v soseski, kjer so pogosti ropi in v soseski, kjer pogosto prihaja do kriminala povezanega z nasiljem in alkoholom ni razlik v intenzivnosti strahu, ki ga občutijo prebivalci v soseski. raziskava z Nove Zelandije (članek) je pokazala, da do večjih razlik prihaja med soseskami, ki so družbeno močno razdeljene na revnejše in bogatejše, in med tistimi, kjer je delitev glede na družbeni status majhna. Pri tem je pomemben tudi fizičen izgled same soseske, saj visoki, umazani in razpadajoči bloki že sami po sebi vzbujajo več strahu kot pa čisto in urejen okolje. Poleg tega si v močno razčlenjenem območju med ljudmi vlada manjše zaupanje, sploh med bogatimi in revnimi, kar daje obema skupinama večji občutek ranljivosti, ki je še večji, če se sprehajajo po soseski v temi. Na strah pred kriminalom vplivajo tudi druge razlike, kot so spol, starost in rasna raznolikost.

## Medosebna komunikacija in množični mediji
Poslušanje o kriminalnih dogodkih in poznavanje nekoga, ki je bil vitimiziran povečuje zaznavo tveganja viktimizacije. Ta pojav opisujejo kot "kriminalni ojačevalnik" ali proces, ki se dogaja v okolju prebivanja in bo "razpršil" vpliv kriminalnega dogodka. Obstajajo dokazi, da seznanitev o prijateljevi ali sosedovi viktimizaciji povečuje anksioznost, zato ima posredna izkušnja kriminalitete močnejšo vlogo pri razvoju anksioznosti kot posledico kriminalne viktimizacije, kakor sama neposredna izkušnja. Navkljub temu pa pred posploševanjem obstaja razlog za previdnost: "... mnogo prebivalcev soseske izve za kriminal posredno preko medijev, ki lahko napihnejo ali izpustijo oz. popačijo dejansko stanje dogodka. Podobno se lahko zgodi s subjektivno zaznavo kriminalne viktimizacije, ki jo običajno popači medosebni pogovor o kriminalnem dogodku. Nastalo popačeno sliko oz. predstavo o kriminaliteti pa lahko posameznik blaži samo z lastno izkušnjo. 
Zaznava kriminalnega tveganja je lahko pri ljudeh brez dvoma močno oblikovana tudi preko množičnih medijev. Posamezniki preko medijev in z osebno komunikacijo pridobijo številne informacije in sveže podobe o kriminalnem dogodku - to so informacije o storilcih, žrtvah, motivu, predstavitve posledic kaznivega dejanja, nenadzorovanih in senzacionalnih kaznivih dejanjih. Poznavanje "podobnosti dražljaja" pa je lahko ključ za razumevanje strahu pred kriminaliteto: če se bo bralec časopisa poistovetil z opisom žrtve ali občutil, da ima njegova soseska podobnosti s sosesko, ki je opisana v medijih, bo izoblikovano sliko tveganja personaliziral in jo spremenil v zaskrbljenost za svojo osebno varnost. 
Navkljub takšni razlagi pa še vedno obstaja nejasnost med strahom pred kriminaliteto in množičnimi mediji, vsaj glede njunega vzročnega vrstnega reda. Če nejasnost poskušamo preprosto razložiti, se lahko vprašamo sledeče: ali ljudje občutijo strah pred kriminaliteto, zato ker mediji obsežno poročajo o kriminaliteti ali pa televizija samo ljudi oskrbuje s poročanjem o kriminaliteti, ker je ljudi pred njo strah in želijo vedeti, kaj se dogaja? Priznati moramo, da zapletena narava kriminalitete medijem omogoča, da izkoristijo družbeno naivnost, in sicer ne samo preko selektivnega temveč tudi preko izkrivljenega prikazovanja vsakdanjega sveta kriminalitete. Nekateri trdijo, da mediji prispevajo k ustvarjanju strahu pred kriminaliteto, saj je dejanska pogostost viktimizacije samo majhen delež potencialnega in prikazanega kriminala. 
Pravijo, da je več kot 25 % poročanja o kriminaliteti v medijih vprašljiv. O nasilni kriminaliteti mediji poročajo namreč veliko bolj neenakomerno, medtem pa izpuščajo blažja, manj senzacionalna kazniva dejanja. Dejstvo je, da so nasilna kazniva dejanja v zadnjih desetih letih močno upadla. Poleg poročanja o kriminaliteti je v medijih prav tako popačen tudi profil storilca, kar med drugim prav tako vodi v napačno razumevanje kriminalne viktimizacije. 
Navkljub bogati literaturi o učinkih medijev - še zlasti o hipotezi "krutega/slabega sveta" -, je bilo zelo malo storjenega na področju vpliva, ki ga imajo posnetki in prikazovanje ter simboli kriminalitete na strah pred kriminaliteto. A vseeno obstaja upanje, da bodo bodoča dela upoštevala tudi vpliv teh mehanizmov prenosa, preko katerega se poročanje, prepričanja in stališča o družbenih tveganjih načrtno razširjajo oz. propagirajo v različnih družbenih in kulturnih kontekstih. 

## Strah pred kriminaliteto kot družbeni konstrukt
Strah pred kriminaliteto lahko razumemo tudi iz družbeno konstruktivistične perspektive. Vse do sredine leta 1960 sam termin in koncept strahu pred kriminaliteto ni bil predmet javnih ali političnih razprav. To pa ne pomeni, da se posamezniki niso bali kriminalne viktimizacije pred tem obdobjem; jasno so ljudje strah pred kriminaliteto različno močno občutili v raznolikih obdobjih skozi zgodovino. Vse to prikazuje, da je strah pred kriminaliteto, ko so ga raziskovalci pričeli meriti in analizirati pod okriljem ameriške predsedniške Komisije za kazenski pregon in pravosodje, v letu 1967, postal samo del politične ekonomije. Odkar je strah pred kriminaliteto dobil ime, je lahko izrabljen za politično taktiko v politiki prava in reda. Strah pred kriminaliteto je postal tudi nekaj, kar lahko prebivalci doživijo kot čustveni odziv na nevarnost viktimizacije. Oblikovanje "nasprotne zanke strahu pred kriminaliteto" pa omogoča, da je vedno več sodelujočih v anketah prestrašenih, kar s pridom izkorišča politika, ki strah pred kriminaliteto izrablja za politična vprašanja in prodajo samozaščitnih ukrepov v še bolj naraščajoči spirali popularizacije strahu pred kriminaliteto. V trenutku, ko se je prepoznalo, da se da ljudi motivirati preko zaskrbljenosti v zvezi s kriminaliteto, se je strah pred kriminaliteto začel izrabljati kot tehnika posameznikove odgovornosti, da se aktivira in ukrepa ali zaščiti s samozaščitnimi produkti - vse z namenom, da se zmanjša njegova ranljivost za kriminalno viktimizacijo. Ta pristop k razumevanju strahu pred kriminaliteto nikakor ne zanika individualne izkušnje posameznika, ki ga je strah pred kriminalno viktimizacijo, ampak samo nakazuje možnost, da lahko takšno izkušnjo neposredno povežemo s širšimi družbenimi in političnimi konteksti. 